# 古德維尤 (明尼蘇達州)
古德維尤（英語：Goodview）是一個位於美國明尼蘇達州威諾納縣的城市。

## 人口
根據2020年美國人口普查的數據，古德維尤的面積為6.41平方千米，當中陸地面積為5.75平方千米，而水域面積為0.66平方千米。當地共有人口4158人，而人口密度為每平方千米649人。